# A Park Lane Scandal
A Park Lane Scandal è un cortometraggio muto del 1915 scritto e diretto da Warwick Buckland.

## Trama
Una donna lascia il marito, un uomo dissoluto, per andarsene via con un attore. Sfidato a duello, lui viene ucciso e lei si suicida.

## Produzione
Il film fu prodotto dalla Michaelson Productions e Venus Films Productions.

## Distribuzione
Distribuito dalla Gerrard Film Company, il film - un cortometraggio in due bobine - uscì nelle sale cinematografiche britanniche nell'agosto 1915.